# Датско-норвежская уния
Датско-норвежская уния; в зарубежной историографии — Датско-норвежское государство, Датско-норвежское королевство, Дания-Норвегия (Danmark-Norge), — реальная уния Дании и Норвегии, существовавшая с 1536 по 1814 год; государство включало также тогдашние норвежские заморские владения: Фарерские острова, Исландию и Гренландию и другие владения. Датско-норвежская уния пришла на смену Кальмарской унии, объединявшей все три скандинавских королевства, после того как королём Швеции стал Густав I Ваза.
Государство также претендовало на суверенитет над тремя историческими народами: фризами, гутами и венедами. Дания-Норвегия имела несколько колоний, а именно Датский Золотой Берег, Никобарские острова, Серампур, Транкебар и Датскую Вест-Индию. Союз был также известен как Датско-Норвежское королевство (Det dansk-norske rige), Королевства-близнецы (Tvillingerigerne) или Ольденбургская монархия (Oldenburg-monarkiet).
Жителями государства были в основном датчане, норвежцы и немцы, а также фарерцы, исландцы и инуиты в заморских владениях Норвегии, саамское меньшинство в северной Норвегии, а также другие коренные народы. Основными городами Дании и Норвегии были Копенгаген, Христиания (Осло), Альтона, Берген и Тронхейм, а основными официальными языками были датский и немецкий, но местные жители также говорили на норвежском, исландском, фарерском, саамском и гренландском языках.
В 1380 году, после смерти своего отца Хакона VI Олаф II Датский унаследовал Королевство Норвегия, став королем под именем Олаф IV. В 1397 году Дания, Норвегия и Швеция создали союз, известный как Кальмарская уния. После выхода Швеции из союза в 1523 году, уния фактически прекратила существование.
В 1536/1537 годах Дания и Норвегия образовали личную унию, которая в конечном итоге превратилась в объединенное государство 1660 года, получившее название Дания-Норвегия от современных историков, в то время иногда называвшееся «королевствами-близнецами». До 1660 года Дания-Норвегия де-юре была конституционной и выборной монархией, в которой власть короля была несколько ограничена; в том году она стала одной из самых строгих абсолютных монархий в Европе.
Доминировала в союзе Дания, государи которой из династии Ольденбургов правили королевством. Титулом короля было «Король Дании и Норвегии, вендов и готов» (титулы короля готов и вендов, в обратном порядке, носили также шведские короли).
Уния оказала большое влияние на развитие норвежской культуры; литературным языком Норвегии был датский, затем, в XIX веке, после распада унии, начал развиваться, а в XX в. был кодифицирован основной современный литературный язык Норвегии букмол — в основе датский с рядом привнесённых в него норвежских черт.
Во время Наполеоновских войн после бомбардировки Копенгагена англичанами датско-норвежское королевство оказалось втянутым в разорительную англо-датскую войну 1807—1814 годов. По итогам её Дания объявила себя банкротом (1813 год) и уступила континентальную Норвегию по Кильскому договору (1814) королю Швеции; при этом заморские владения Норвегии — Фареры, Гренландия и Исландия — остались у Дании. Норвежцы восстали против этого решения, приняли конституцию и избрали своим королём датского кронпринца Кристиана Фредерика (будущего короля Дании Кристиана VIII), но после вторжения шведских войск Кристиан был низложен, а королём Норвегии формально стал престарелый шведский король Карл XIII, которого спустя четыре года сменил основатель дома Бернадотов Карл XIV Юхан. Так датско-норвежскую унию сменила шведско-норвежская (с сохранением отдельной норвежской конституции), просуществовавшая до 1905 года.

## Применение термина
Термин «Королевство Дания» иногда используется для обозначения обеих стран того периода, поскольку политическая и экономическая власть исходила из столицы Дании, Копенгагена. Эти условия охватывают «королевские территории» Ольденбургов, как это было в 1460 году, исключая «герцогские территории» Шлезвиг и Гольштейн. Администрация использовала два официальных языка, датский и немецкий, и в течение нескольких столетий существовали как датская канцелярия (датский: Danske Kancelli), так и немецкая канцелярия (датский: Tyske Kancelli).
Термин «Дания-Норвегия» отражает исторические и правовые корни союза. Он заимствован из официального титула династии Ольденбургов. Короли всегда использовали стиль «Король Дании и Норвегии, венедов и готов» (Konge til Danmark og Norge, de Venders og Gothers). Дания и Норвегия, иногда называемые «королевствами-близнецами» (Tvillingerigerne) Дании и Норвегии, имели отдельные правовые кодексы и валюты и, в основном, отдельные институты управления. После введения абсолютизма в 1660 году централизация управления привела к концентрации учреждений в Копенгагене. Централизация была поддержана во многих частях Норвегии, где двухлетняя попытка Швеции установить контроль над Trøndelag встретила сильное местное сопротивление и закончилась полным провалом для шведов и опустошением провинции. Это позволило Норвегии еще больше обезопасить себя в военном отношении на будущее благодаря более тесным связям с Копенгагеном.

## История

### Истоки Союза
В 1397 году три королевства — Дания, Норвегия и Швеция — объединились в Кальмарскую унию. Швеция несколько раз выходила из этого союза и вновь вступала в него, вплоть до 1521 года, когда Швеция окончательно вышла из Союза, оставив Данию-Норвегию (включая заморские владения в Северной Атлантике и остров Сааремаа в современной Эстонии). Во время графской междоусобицы, когда датская корона оспаривалась протестантским королем Кристианом III и мятежной католической знатью, относительно католическое королевство Норвегия также хотело выйти из союза в 1530-х годах, но не смогло этого сделать из-за превосходящей военной мощи Дании. В 1537 году Дания вторглась в Норвегию и аннексировала ее. Тем самым Дания лишила Норвегию равноправного статуса, который сохранялся во время Кальмарской унии, и вместо этого превратил Норвегию в марионеточное датское государство.